# Amorphophallus longiconnectivus
Amorphophallus longiconnectivus är en kallaväxtart som beskrevs av Josef Bogner. Amorphophallus longiconnectivus ingår i släktet Amorphophallus och familjen kallaväxter. Inga underarter finns listade.